# Município de Berlin (condado de Erie, Ohio)
Localização do Ohio nos E.U.A.
O município de Berlin (em inglês: Berlin Township) é um município localizado no condado de Erie no estado estadounidense de Ohio. No ano 2010 tinha uma população de 3723 habitantes e uma densidade populacional de 45,44 pessoas por km².

## Geografia
O município de Berlin encontra-se localizado nas coordenadas 41° 19′ 51″ N, 82° 29′ 14″ O. Segundo a Departamento do Censo dos Estados Unidos, o município tem uma superfície total de 81.93 km², da qual 78,82 km² correspondem a terra firme e (3,81 %) 3,12 km² é água.

## Demografia
Segundo o censo de 2010, tinha 3723 pessoas residindo no município de Berlin. A densidade de população era de 45,44 hab./km².